# Phường chèo đầu đen
Phường chèo đầu đen tên khoa học Coracina melanoptera, là một loài chim trong họ Campephagidae.

## Hình ảnh

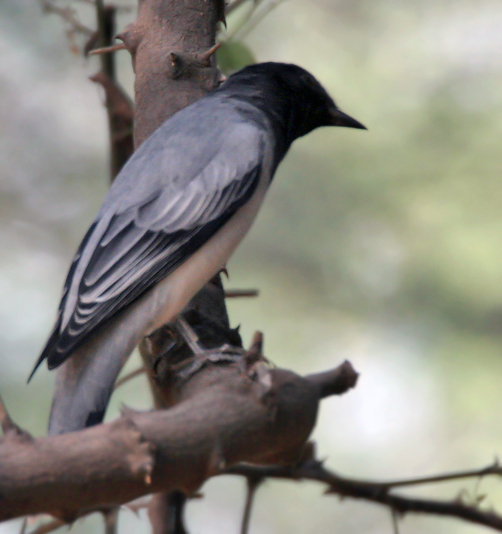
Male at Sindhrot in Vadodara district of Gujarat, Ấn Độ.
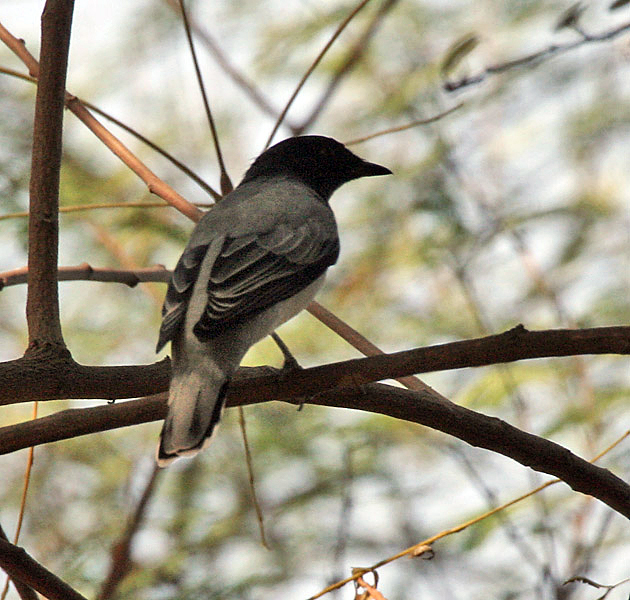
Male at Sindhrot in Vadodara district of Gujarat, Ấn Độ.
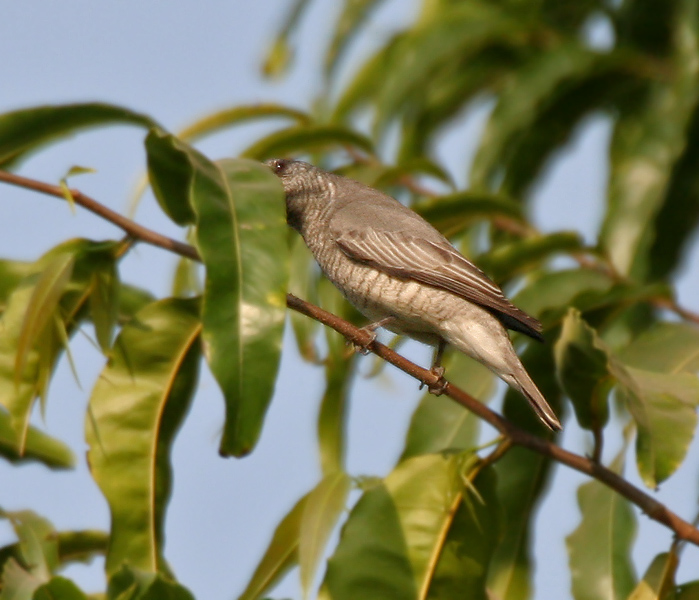
Female in Kinnerasani Wildlife Sanctuary, Andhra Pradesh, Ấn Độ.
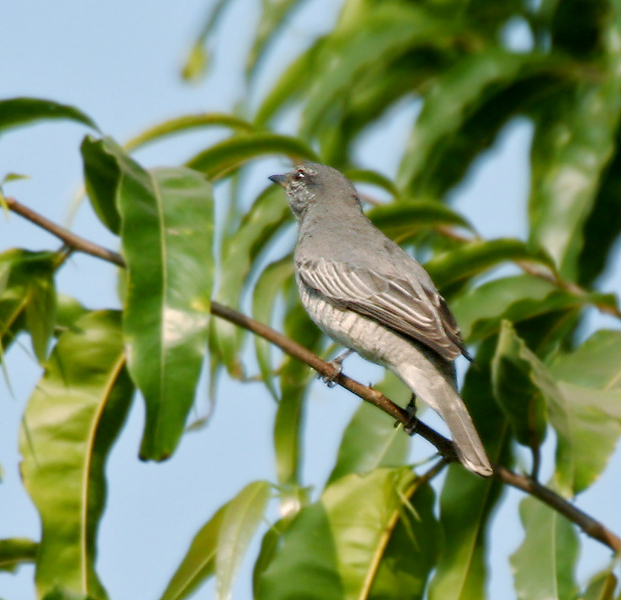
Female in Kinnerasani Wildlife Sanctuary, Andhra Pradesh, Ấn Độ.
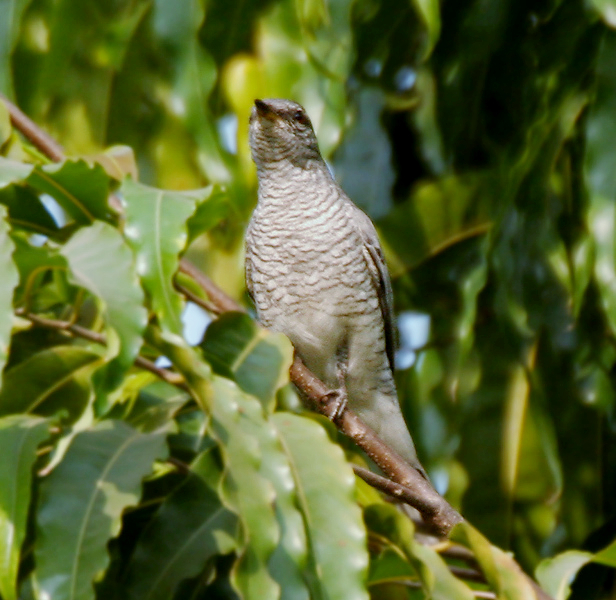
Female in Kinnerasani Wildlife Sanctuary, Andhra Pradesh, Ấn Độ.
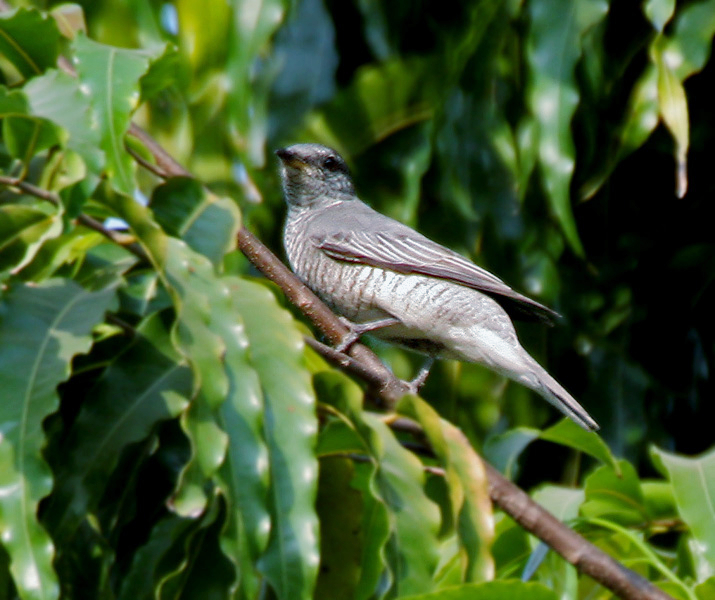
Female in Kinnerasani Wildlife Sanctuary, Andhra Pradesh, Ấn Độ.
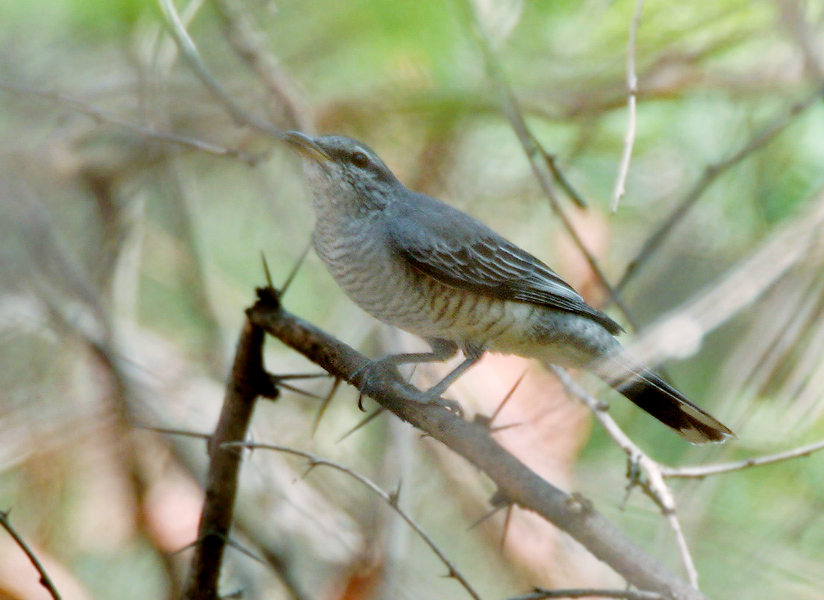
Female in Hyderabad, India.
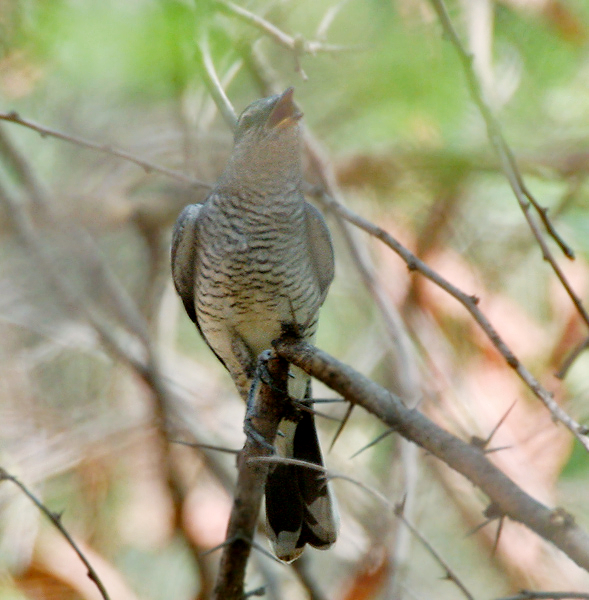
Female in Hyderabad, India.